# Burgruine Scharnstein
Die Burgruine Scharnstein ist die Ruine einer Felsenburg auf einem Felsen über dem Tiessenbachtal in der Gemeinde Scharnstein in Oberösterreich.

## Geschichte

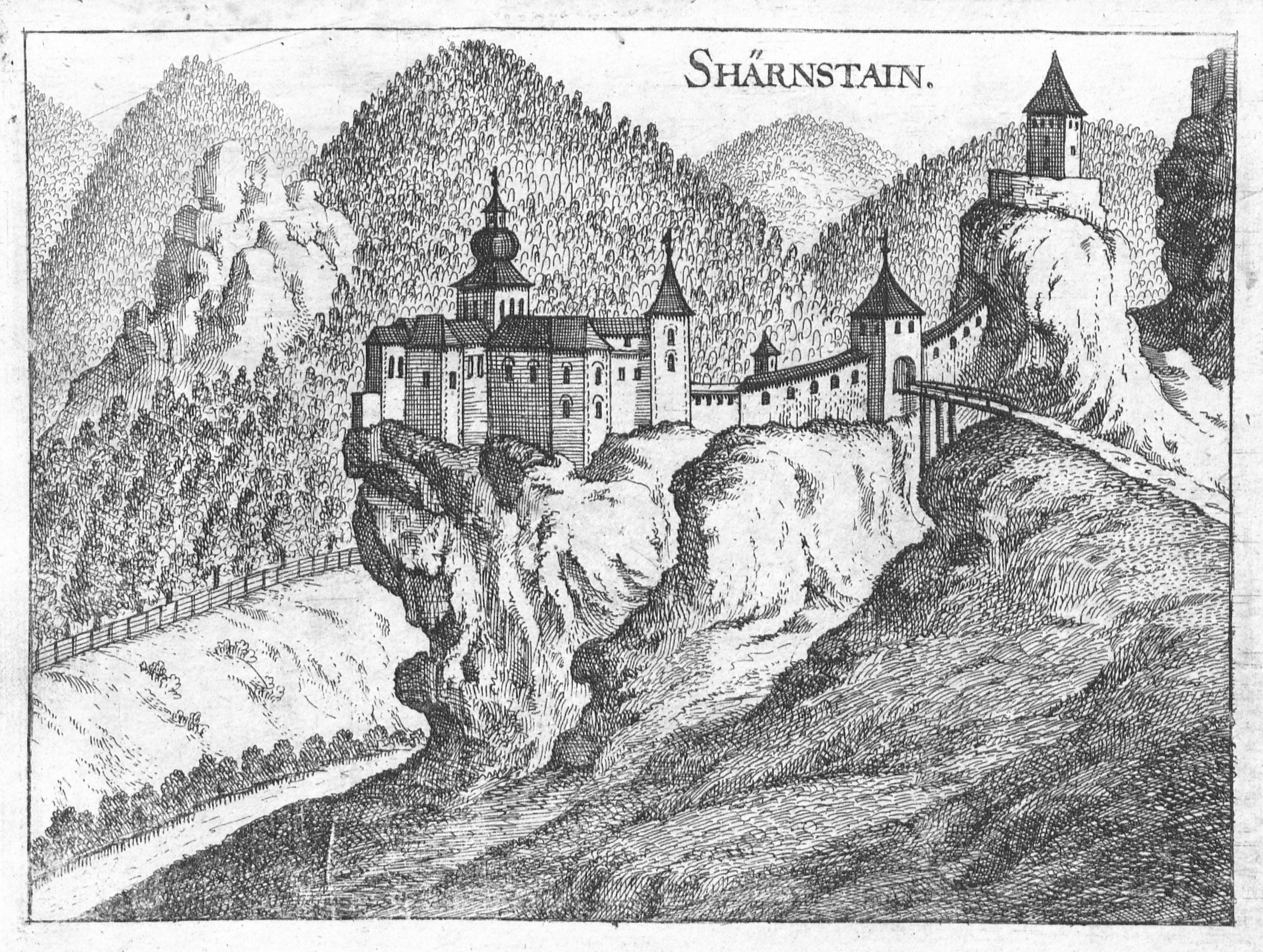
Burg Scharnstein um 1674, Stich von G.M.Vischer

Die Burg wurde vermutlich von den Grafen von Rebgau im 12. Jahrhundert erbaut. In der Folgezeit gehörte die Burg unter anderem den Polheimern, Walseern und Bernhard von Scherffenberg. Im Jahr 1499 kaufte sie der Habsburger römisch-deutsche König und spätere Kaiser Maximilian I., der Scharnstein als Jagdstützpunkt ausbauen und von kaiserlichen Pflegern verwalten ließ.
Im Jahr 1538 brannte die Burg „wegen Unachtsamkeit“ völlig nieder und ist seither eine Ruine. Die Pflegschaft wurde in den Neubau beim Ort, Neuscharnstein bzw. Schafferleithen, das heutige Schloss Scharnstein, verlegt.
Im Jahr 1584 kaufte Helmhart Jörger, der Begründer der Sensenerzeugung im Almtal, die Herrschaft. Dieser baute das Schloss Neuscharnstein aus und ließ die alte Burg weiter verfallen.
Die Burg ist seit 1626 im Besitz des Stifts Kremsmünster.

## Anlage
Über der Hauptburg liegt der „Mitterturm“ und auf einem noch höher gelegenen Felsen der „Hochturm“.
Beim Aufgang vom Tiessenbach befindet sich eine Felsenkapelle.